# L'Inconnue de Vienne
Pour les articles homonymes, voir L'Inconnue.

L'Inconnue de Vienne est un téléfilm français de Bernard Stora écrit par Bernard Stora et Claudine Vergnes diffusé en 1986 sur TF1.

## Synopsis
Florence est médecin. Elle vit à Paris, est mariée avec Claude dont elle a deux enfants, Marion et Thomas. Claude voyage beaucoup, il est rarement à la maison. Thomas, depuis quelques mois, ne parle plus à personne, communiquant avec son entourage par messages, rébus, photos ou dessins aux significations énigmatiques. Il entretient autour de lui un climat de malaise et d'angoisse. La vie de Florence, minutieusement réglée, est devenue mécanique. L'aventure n'y trouve plus sa place. Un soir, tout se dérègle. Une suite de contretemps et de hasards l'entraîne hors de chez elle. Une fois sortie, pourquoi revenir ? Elle se laisse guider par l'imprévu, prend un train, débarque au matin dans une ville de province dont le nom l'attire: Vienne...
Sans argent, sans papiers, sans bagages, elle va peu à peu réinventer sa vie en partant des besoins les plus élémentaires : s'abriter, manger, se vêtir. Au début, tout paraît simple. Mais rapidement, cette femme qui porte en elle le mystère, le jeu, la disponibilité, attire à elle les rêves et les fantasmes. Elle se retrouve bientôt prisonnière d'un réseau inextricable d'intrigues et de conflits.
L'arrivée de Claude, enfin parvenu à la retrouver, complique encore sa vie...

## Fiche technique
- Produit par la Société Française de Production / TF1
- Unité de programme TF1 dirigée par Philippe Lefebvre
- Réalisation : Bernard Stora
- Scénario : Bernard Stora et Claudine Vergnes
- Musique : Jean-Claude Petit
- 1er assistant-réalisateur : Robert Boulic
- Script : Michelle Podroznik
- Image : Jean-Claude Saillier
- Cadreur : Henri Delmarti
- Décors : Michèle Susini
- Costumes : Genviève Sireuil
- Ingénieur du son : Guy Savin
- Montage : Anne-Marie Rochas
- Durée : 1 h 30
- Année : 1986
- Tournage du 8 janvier au 18 février 1986 à Vienne (Isère) et région
- 1re diffusion : Samedi 17 mai 1986 à 20 h 35 - TF1
- Pays :  France
- Genre : Comédie dramatique

## Distribution
- Marie-France Pisier : Florence
- Richard Bohringer : Claude
- Gérard Klein : Jacques
- Catherine Frot : Madeleine
- Jean-Pierre Bisson : Lebeau
- Jean-Claude Adelin : Le garçon de café
- Aurelle Doazan : Marion
- Stéphane Peccoux : Thomas
- Sidney Kotto : Arthur
- Dominique Valadié : Mme Lebeau
- Bernard Ballet : L'homme de l'avion
- Patrick Bonnel : L'homme "stérile"
- Rémy Kirch : L'homme du train
- Dominique Blanc : Martine
- Jacques Nolot : Bertrand
- André Dupon : Le petit bonhomme

## Distinctions
- L'Inconnue de Vienne a été présenté dans la section Perspectives du cinéma français au Festival de Cannes 1986
- L'Inconnue de Vienne a été présenté dans la section Venezia TV au Festival de Venise 1986